# 何淡
何淡（1424年—1498年），字中美，廣東廣州府順德縣葛岸堡良教村人，明朝政治人物。

## 生平
廣東鄉試第三十五名。天順元年（1457年）丁丑科進士。历山东滨州知州，丁内艰，服阕，起升工部虞衡司员外郎，出爲汉阳府知府。官至贵州左参政。乞終養歸。卒年七十五。

## 家族
曾祖何源澤。祖父何戴安。父何道宏。
從弟副都御史何經、內弟參政李聰。三人同时致仕，人以為異。